# František Chocholatý
František Chocholatý (též Franz Chocholatý Gröger) (* 1944) je autor publikací s tematikou genealogie a dějin česko-německých vztahů.

## Dílo
Od roku 1974 je členem genealogických a heraldických společností v ČSSR a Heraldisch-Genealogische Gesellschaft Adler ve Vídni.
Zabývá se genealogií opavských Přemyslovců a dějinami Slezska. Účastnil se konferencí v ČSR, Polsku a Nizozemí, publikoval v českých a rakouských časopisech, též knižně.
Po roce 1989 se zabýval historií Slezska a území Schönhegstgau (Hřebečsko) a Kuhländchen (Kravařsko), také historií česko-německých vztahů, poválečných excesů na německém obyvatelstvu, postavením menšin a jejich ochrany.
Účastnil se festivalu dokumentárních filmů Jihlava a seminářů Návraty do dějin (Die Rückkehr in die Geschichte), akcí pořádaných Ackermann Gemeinde, Kulturstiftung der deutschen Vertriebenen.
V letech 1993–1997 se podílel na aktivitách kolem euroregionu Silesia (Slezsko): EURO – FORUM, Schlesien-Śląsk-Slezsko v Haus Schlesien, Königswinter a dále v Polsku – Gliwice, Racibórz, Opole a v Česku – Opava. Některé jeho příspěvky vyšly knižně.
V roce 1997 zpracoval na VŠP v Hradci Králové závěrečnou práci Mezinárodněprávní problematika odsunu sudetských Němců a jejich případných majetkových nároků.
V letech 2001–2002 se účastnil jednání kolem odškodnění Němců. Napsal Historický exkurs k Návrhu odškodnění německé národnosti České republice.
15. ledna 2004 rozeslal elektronicky institucím a mediím v ČR, SRN a Rakousko otevřený dopis Německá menšina je v České republice zbavená budoucnosti (Ein offener Brief – Deutsche Minderheit in der tschechischen Republik hat keine Zukunft).
V období let 1980–2002 publikoval články v periodikách Genealogie a heraldika (Praha), Pardubické noviny, Landes Zeitung a dalších.
Zabývá se také otázkou dodržování Evropské charty regionálních či menšinových jazyků Evropy, používáním dvoujazyčných názvu obcí a problematikou menšin. Od roku 1996 je členem Ackermann-Gemeinde.